# 2023年國泰航空歧視醜聞
2023年國泰航空歧視醜聞，或國泰航空歧視非英語乘客風波、國泰風波或國泰歧視風波，是指在2023年5月21日，從成都天府國際機場飛往香港國際機場的國泰航空CX987航班上，空中乘务员对多名乘客进行语言歧视事件和引發一系列以前國泰航空歧視醜聞事件的报道。雖国泰航空作出連番道歉并解僱肇事空服員，事件仍在內地社交網站的热搜榜持续發酵，国泰航空歧视内地游客的事件不断被曝光。国泰首席执行官林紹波表示「坊間評論反映國泰（空服員）未能一致待客，換言之他們認為今次並非單一事件，公司必須虛心反思、深刻審視公司文化。」香港特別行政區行政長官李家超及香港特区政府相关部门对事件直接表态，不容许再次發生類似情況。

## 背景

### 歷史因素
1980年代，為抗衡英資國泰航空的壟斷，华人商人曹光彪、包玉剛、霍英東及中資機構華潤、招商局等組成「港澳國際投資有限公司」，並於1985年成立港龍航空與國泰航空競爭。但因受港英政府打壓，港龍航空早期只能執飛少量飛往北京及東南亞国家的航線，不过受後期政經影響，港龍航空被允許經營國泰部分航線，逐漸主要經營中國內地航線。唯獨國泰航空一直對港龍航空虎視眈眈並逐漸取得更多股權，直到2006年完全收購港龍航空，2016年重組為國泰港龍航空。2020年，因受2019冠状病毒病疫情的影响，国泰航空经营不善，于是終止「國泰港龍品牌」。國泰港龍航空在結束營運前一直主力執飛香港飛往內地的航班，機上一直使用三語（普通话、粵語、英語）廣播，而能使用流利普通話將被優先招聘為空服員，因此和內地乘客能流利溝通，雙方摩擦比較少。

### 公司文化中的歧视因素
相比港龙航空，國泰航空的工作語言為英語，從不招飛內地空乘人員，亦無提及過對內地遊客的歧視性問題，因此空乘人員嘲笑內地乘客已成常態。 中新社文章指出，國泰航空很多人員對内地乘客的歧視和傲慢已經深入骨髓，問題是出在企業文化上。

#### 歧视內地乘客和不會說英語的乘客
据香港《文汇报》报道，有前國泰航空的內地籍实习空乘表示，港籍人員「覺得內地人很麻煩。事情多、不懂講英語」，並在廚房對其嘲笑諷刺，因此她認為「國泰航空歧視內地乘客」已成傳統 。而國泰航空完全吞併港龍航空後，逐漸接手更多執飛內地的航線。据《星岛日报》的报道，不少內地乘客都表示，被國泰航空空服員歧視已成習慣，有人見證國泰航空空服員對已上年齡、不會說英語的乘客要求以英文溝通，或對內地乘客百般挑釁、嘲諷等等，認為該航司員工「對國人冷漠、對白人熱情」並「已經習慣國泰空乘（空服員）的冷漠」 。另据《环球时报》的报道，大量曾乘搭國泰航空的網民說，空乘对说普通话的乘客爱理不理，投诉也不了了之。

#### 拒絕中英文名对照名牌
2017年5月，國泰航空欲将香港及台湾空中服务员挂在胸口的名牌，从原来的只有英文名改为中英文名对照。對此，国泰员工表示，使用中文名是“土气”和欠缺“高尚的洋化色彩”，認為决策有“讨好内地客”之嫌而強烈反對，最终以国泰航空搁置计划而暂告一段落。

#### 歧视中国內地籍應聘人士
根据凤凰卫视的报道，国泰航空公司2022年财报显示，其67.51%的营业收入来自于大中华地区，然而国泰航空在未發生本次事件前仍然在大中华地区仅采用粤语和英语双语服务，从未将大中华地区的通用语言——普通话/国语纳入客舱服务语言范畴。另据《香港01》的报道，國泰航空在聘請空服員時，拒絕中國內地籍人士應聘，而應聘者只需操流利英語，以及一種亞洲語言就能符合標準。  一位在国泰航空实习過的内地空姐透露，大学毕业后，因其就读的中国民航大学与国泰航空有合作项目，被送去国泰航空实习工作一年。 她説到，国泰会在菲律宾、马来西亚、日本、印尼、韩国各个国家进行乘务员招聘，却唯独不会在内地招聘空乘。

### 相关事件
此外，本次事件并非国泰航空首次牵扯进香港与内地矛盾相关事件，在2019年香港爆发的反對逃犯條例修訂草案運動期间，国泰航空被曝出3,000余名员工因参加示威活动而进行罢工、大量空中服務員揚言罷飛內地、國泰機長用機上廣播呼籲民眾示威、副驾驶參與暴动、非法泄露香港警務處的人员航班信息与公民个人信息等行为、还有空中乘务员將13個手提氧氣樽全部或部分排氣，影響航空安全。当時国泰航空公司并未及时做出回应，直至中国民用航空局向国泰航空发出重大航空安全风险警示后，其母公司太古集團委派主席施銘倫（Merlin Swire）宣布整改。國泰航空常務董事兼行政總裁何杲（Rupert Hogg），以及常務董事兼顧客及商務總裁盧家培宣布辭職，集團亦發聲明稱對「對不當行為零容忍」，並宣布停飞參與示威的机长，解雇不当行为员工。

## 歧视事件
2023年5月22日晚間，用戶名為「小红薯62755FCA」（小红书号：3809359785）的網民於小紅書舉報國泰航空空中服務員歧視非英語乘客，并附上一段飞机尾部厨房内空中乘务员间的对话录音。录音中空中乘务员主要以英文对话，穿插普通话与粤语，投诉人指出录音中英文对话的内容带有明显的歧视性与侮辱乘客之意，因乘客使用错误的英语单词便对其进行嘲讽，歧视其不会说英文。事發航班為国泰航空2023年5月21日從成都市飛往香港特别行政区的CX987次航班。
據投訴人提供的錄音，原录音时长约57秒（投诉人对原录音进行屏幕录制并上传的版本为31秒），录音中能够明确辨析的对话内容如下：
先是有空中乘务员对话道：
Carpet, carpet, carpet ... carpet is on the floor ...
地毯，地毯，地毯（两名空中乘务员重复该词）... 「地毯」是在地上的（其中一人说道）。
其中一名空中乘务员说道：
... They keep saying "Can I get carpet?"
...（有乘客）一直在说「能给我地毯吗？」
另一名空中乘务员讥讽道：
Carpet? "Carpet" is on the floor.
地毯？「地毯」是在地上的。
接著有空中乘务员说道：
啊！blanket（毛毯的英文单词），毛毯（普通話發音）咪得囉（粵語，意为“不就行了”）！
第一名空中乘务员继续说道：
I'm like ... if you cannot say "blanket" in English, you cannot have it.
我想说 ... 如果你不能用英语说「毛毯」，你就拿不到它。
而后众空中乘务员发出群嘲音：
Hahahaha ... That's true.
（嘲笑音）... 确实。
而后疑似第一名空中乘务员继续说道：
Carpet is on the floor, feel free if you want.
地毯就在地上，想要的话请自便。
两名空中乘务员接着补充：
（赞同音）... feel free.
（赞同音）对，自便。
拆咗佢（粤语）, lie on it.
拆了它，躺上去。
In case you are coming from ...
当你（疑似指乘客）是来自 ...（嘲笑音）（模糊音）
而后众空中乘务员再次发出群嘲音并疑似进一步评价乘客，但之后的对话内容逐渐模糊。
對此，投訴人表示，在機艙後排聽到空服員嘲笑乘客不懂英文而言語歧視乘客。此外，投訴人指一名老人在起飛後帶小孩去洗手間，空中服務員先用粵語廣播「安全信號燈還未熄滅，請回到座位」，之後卻向同事表示「他們聽不懂人話啦」。同时，投訴人亦稱前排乘客在嘗試用英文詢問空服員如何填寫入境卡時，同樣得到了無比不耐煩的回答。投訴人認為整個航班兩個半小時，空服員全程兩個半小時對乘客發表侮辱言論及带有歧视性的謾罵，表示心痛与憤怒，並將向國泰航空實名舉報。

## 风波發展

### 国泰航空第一次道歉
國泰航空小红书官方账号先是在投诉人于小红书的投诉贴下留言回覆，后又在微博發表聲明回應，對旅客的不愉快經歷深表歉意，強調高度重視事件，將嚴肅調查處理，重申致力於為旅客提供高品質的服務。

#### 各界對道歉的反應
人民日報海外版「侠客岛」帳號發微博批評國泰航空，指「一个在全世界有业务的航空公司对乘客抱有地域性歧视，只能暴露公司的业务素质之低，暴露部分人的国族认同偏差、心理扭曲以及文化和专业素养之低」，指責國泰航空「公司文化似乎保留了某种崇拜洋人、尊重香港人而看不起内地人的乖戾情绪和莫名优越感」，並重申「香港是中国的香港，香港的发展离不开国家和内地的支持，内地游客是香港服务业的衣食父母之一，内地之发展也早已超出一些井底之蛙的眼界，无论从哪个角度，员工歧视说普通话的内地人，都是绝不应该发生的事」，認為「国泰航空不能只是每次道歉，而应重拳整顿，建章立制，从根子上刹停歪风。 」 而《環球時報》前總編胡錫進認為國泰航空發聲明表歉意，態度是不錯的；但單是處罰不夠，應該為員工進行教育。除外，他建議非廣東地區的乘客以後乘搭國泰航空都只講普通話，認為內地這麼大市場，國泰理應為飛內地的航班配足能講普通話的空乘人員。
至於民間反應，中國內地網民並不買帳，有網民質疑國泰微博道歉聲明的發文地點是在北京而非香港，表示「是不是北京同事道歉，香港同事繼續我行我素」；亦有網民批評國泰只敢在微博發表簡體字聲明，並要求國泰同時在官網、Facebook、Instagram等帳號中英文刊登面向全球的道歉聲明。而聲明無蓋章，有網民認為根本「不痛不癢」；亦有網民直接把國泰航空的英語名稱「CATHAY AIRLINES」，改成「CARPET AIRLINES」（「地毯航空」），諷刺國泰航空。

#### 事件是服務態度和職業道德問題
北京日報發社論，認為涉事空中服務員態度相當傲慢離譜。如事件最終查證屬實，有意刁難乘客，甚至還按語言把乘客分成三六九等，和國泰航空聲稱的「一直以來致力於為旅客提供高品質服務」可謂天差地別。空中服務員言語間的歧視意味，傷害的就不只是此次航班上的大陸乘客，而是所有國人的感情與尊嚴。正觀新聞發社論認為在中國經營航空業務，講普通話是天經地義，國泰如果不認同這一點，大可以不做內地航空的生意，不必一邊撈金一邊歧視。更何況涉事航班是由成都飛往香港，空中服務員用普通話提供服務是理所應當。澎湃新聞特約評論員南木表示，從空乘的實際反饋看，其對乘客的服務需求不是聽不懂，而是「裝不懂」。他認為，發生在國泰航空航班上的這一幕，不是空乘語言能力的問題，而是服務態度和職業道德問題。

### 後續跟進及国泰航空第二次道歉
2023年5月23日中午，舉報人在小紅書發帖，表示國泰航空總部客服主任已與其聯絡，表明想要打電話進行進一步了解情況。她隨即與客戶主任以及客艙乘務總負責人進行電話溝通，並進行錄音。她亦在貼文重申，發帖的初衷只想讓後艙三位空中服務員對歧視言論公開道歉、國泰航空公司向有過不愉快經歷的乘客致歉；並表示寧願成為抱薪者也不姑息任何形式的歧視。不會刪帖直至空中服務員道歉。23日下午，受到輿論壓力影響，國泰航空在新浪微博發布聲明，再為事件「鄭重道歉」，表示已對有關服務員進行停職處理，即時展開內部調查，並會於三日內公佈處理結果。

#### 疑似当事空中乘务员辱骂公开举报乘客
2023年5月23日下午，疑似涉事航班空服員在小紅書以粵語粗口公開攻擊吹哨者並「問候祖宗上下十八代」，認為「一件小事令我們看透一大波玻璃心韭菜」，並辱罵該名乘客「還無恥的偷錄音」，稱有被錄音的其中一位空中乘务员本身並非香港人，英語也非母語，質疑網民要求她使用普通話的用意何在。有關言論令內地網民質疑國泰航空處理事件的誠意。
被辱骂的乘客之后也于小红书上再次发文回应，称其从未在原举报文中提及空中乘务人员或机组人员的国籍，而疑似当事空中乘务员却在辱骂贴文中提及国籍与母语等问题，乘客指该辱骂文发布者就是当事空中乘务员，并称对方到现在还没有意识到那段录音的歧视成分，反映其立心不良。

#### 各界針對第二次道歉所作反應
對於國泰所發表的兩則聲明，內地官媒對國泰航空持續進行猛烈抨擊，新華社發布社評，指責國泰航空欠的是一份服務顧客的誠意，作為一家企業，收著顧客的錢，卻傲慢無禮，連基本的尊重都做不到；指出國泰航空要想長久“泰”下去，得從根上看待這次輿情，從企業文化上找解決之道，而不是迫于輿論壓力的言不由衷，認為（國泰）老毛病老不改，國泰航空還能飛多遠，就是個問號了。
國泰空服員工會前主席關笑華回應指，空姐應時刻保持專業，任何情況下均不應作出歧視，若查明屬實，則應按既定機制嚴肅處理，但認為不必作出解僱，「可以先畀個機會。」（可以先給個機會。）而平機會引用《種族歧視條例》，指雖然語言不是受保障的特徵，但如果某些語言的要求或條件並無理據，令某種族群體因而蒙受不利，就可能構成間接歧視。平機會強調，香港作為國際大都會，本地的服務提供者，不論從平等機會或生意考慮的角度，應以適當的禮貌，平等對待來自不同地方或說不同語言的顧客。香港立法會議員田北辰對此作出批評，表示「有證據就即炒啦！」（有證據就立刻開除啦！），認為營運內地航班需熟悉兩文三語，是次事件絕對影響香港、國泰形象，「畀錢你仲要受氣，我都唔接受啦」（付錢給你還要受氣，我都不接受啦）。他續指，內地市場達14億人口，國泰需認真調查事件，以免被內地杯葛。

### 国泰航空第三次致歉及後續反應
23日香港時間晚上，礙於網絡上湧現大量批評聲浪，事隔第二個聲明發表7小時後，国泰航空在小紅書和新浪微博第三遍發文，行政总裁林绍波代表國泰航空向受影响的乘客和社会各界表示诚挚的歉意。他表示國泰航空已完成对于事件的调查，并依据公司的规章制度，对三位涉事的空中乘务员予以解聘。而為免同类事件再次发生，他本人亦將亲自领导跨部门的工作小组做出全面检讨，重新审视航司服务流程、人员培训和相关制度，进一步提升国泰航空的服务品质。這份聲明仍難滅陸客怒火，內地網民認為，到第三次道歉仍然僅在內地社交平台以簡體中文發布，質疑是「大陸特供」，並不接受有關道歉。國泰航空服務董事吳潔文向內部員工發信稱，國泰已經結束對事件的調查，違反行為守則的機組人員已被解聘。公司相信違規員工的行為，並不反映大多數堅持高標準專業精神和卓越服務的機組人員，但重申違規者將被嚴肅認真處理。

#### 香港運輸及物流局要求國泰管理層立刻改善服務
對此，23日香港時間晚上11:50分，香港運輸及物流局局長林世雄發聲明表示，已就事件向國泰表達高度關注，要求管理層立刻改善服務；又指十分痛心國泰部分機組人員的不當言論，嚴重違背香港優良的待客之道和一貫價值觀和道德標準。

#### 媒體和民衆反應
《人民日報》海外版旗下公眾號「俠客島」23日發長文指出， 國泰航空服務人員歧視內地乘客的消息不是孤例，認為歧視非英語乘客事件的責任顯然不能僅推給幾名涉事員工，公司文化似乎保留了某種崇拜洋人、相對尊重香港人而看不起內地人的乖戾情緒和莫名優越感。在文章末端，表示香港國安法頒布後，反中亂港分子受到嚴懲，法律漏洞得到補全，香港的整體環境重歸寧靜，炒作內地與香港矛盾者也已不敢露頭。但在國泰航空這般規模龐大的企業，居然仍有人蟄伏於陰暗角落，腦子裏殘留著不知今夕何夕的錯亂思維，不得不讓人深思；認為在中國的香港，崇拜英語而看不起普通話的逆流必將快速湮沒於歷史大潮。
24日清晨，由於受到大量內地網民洗版，國泰航空將Facebook專頁暫時下架（後恢復）並刪除大量負面留言，而官網運作正常。

#### 香港特区行政長官認爲是嚴重事件並作出警告
24日，香港特区行政長官李家超在廣州出席「粵港合作周」開幕式时回應事件，表示已向林紹波提出此事屬「嚴重事件」，警告類似情況不容再次發生。他認為，有關機組人員不尊重乘客，言行惡劣，傷害香港及內地同胞感情，破坏了香港一向的尊重、有礼的文化和价值观。他對事件感到痛憤、失望，認為國泰應該檢討培訓服務質素。

#### 香港政界讨论对内地人的歧视和族内歧视立法
2023年5月24日，香港平機會主席朱敏健接受香港商業電台訪問時表示，指服務提供者若要求僱客使用某種語言才提供服務，有機會構成《種族歧視條例》下的間接歧視；認為若講不到「Ｍagic Word」（魔法字眼）就不能提供服務，明顯是「不近人情、不合道理」。被問到若空中服務員私下討論顧客種族、語言、地域等是否同樣構成間接歧視，朱敏健指若服務提供者有共識，就已經有可能構成歧視的基本因素。而律政司司長林定國出席立法會前廳交流會後被問及事件，表示平機會主席曾表達需要不斷研究和優化現有制度，反對任何形式的歧視，包括不同族群的歧視，形容有關工作不斷推進中。
香港文化體育及旅遊局局長楊潤雄出席立法會前廳交流會後表示，香港一直以來都是好客之都，旅遊業是香港經濟非常重要的一環，亦是展現香港文化、生活特色的方法，認為每個香港人或提供服務的人都能盡自己的責任，去歡迎旅客、尊重旅客，令到旅客來到香港有一個很好的旅遊體驗。 而立法會前廳交流會會後，多名議員就國泰事件表示關注，政制事務委員會主席周浩鼎直言，歧視是絕不能接受，認為香港作為國際城市，應要表現出歡迎旅客，他建議航空公司聘請更多多元背景的空中服務員。立法會選委界議員、工聯會成員陸頌雄對風波表態，他表示，與鄰近地區交流合作，最重要是好客之都的形象，惟涉事的空服與同胞都是華人，以現行的《種族歧視條例》可能處理不到，故已追問當局有關族內歧視立法進度，並要求要做好相關的宣傳教育。他亦認為，有人以歧視內地同胞作為「軟對抗」，直接香港形象及各種的服務業，期待當局最遲下個立法年度能將立法提上立法會。 在香港，多位政界人士對風波發表意見。新民黨旅遊推廣事務發言人、公民力量立法會議員李梓敬表示，事件已經在內地廣泛流傳，再次重挫香港形象，肯定對旅遊業復甦、以至說好香港故事造成嚴重負面影響。他認為，國泰事件證實了香港存在歧視內地人情況，並建議政府及本地航空公司應盡快從內地引入足夠地勤或服務人員，從根本上改善服務質素。

### 国泰航空第四次、林紹波三度道歉
24日早上10時，在香港國際機場飛往成都天府國際機場的航班上（航班編號CX986），國泰航空空服員在航班上以英語、粵語和普通話進行廣播。而飛機還未起飛已開始主動向乘客以普通話詢問是否需要和發放毛毯。而網民亦透露其他香港飛往內地的航班已陸續增設普通話廣播。對此，國泰航空表示，上述措施目的是為提升航司服務質量。
24日，國泰航空行政總裁林紹波在「粵港合作周」開幕式上首次公開以普通話向各地民眾和乘客道歉；而會見傳媒時，二度代表公司以普通話就事件親身致歉，希望外界可給予國泰機會，強調事件已「告一段落」，將以此為鑑，並將親自領導跨部門的工作小組作出全面檢討，重新審視公司服務流程、人員培訓和語言能力。被問到在短時間內決定解僱員工會否打擊士氣，他則表示，已在今次事件中汲取教訓，將會在內部向員工解釋，希望員工能在此困難的時候團結一致，為國泰重建出一分力。林紹波亦提到，航司未來也會在大灣區招聘見習飛行員以及空中服務員，務求為大灣區的旅客提供更好的服務。

#### 媒體評論企業文化
而中新社在林紹波兩度親自道歉當日發表評論文章，認為國泰不能僅僅解聘這幾名空中服務員就萬事大吉，更需解除背後普遍存在的傲慢與歧視，否則只是治標不治本。文章指出，國泰航空很多人員對說大陆乘客的歧視和傲慢已經深入骨髓，問題並非僅僅出在涉事的這三名空中服務員身上，而是出在企業文化上，只能「刮骨療毒，全面檢討」才能重新贏得民心。

#### 第四次道歉後的相关反應
對於國泰航空四度道歉，行政總裁林紹波兩度親自道歉，大部分內地網民並不接受，並批評國泰只在簡體版網頁及內地社交平台登出道歉聲明認為沒有誠意。
24日，一名任職國泰航空的乘務員於其個人Instagram中上載了以乘務員制服的名牌為背景的限時動態，表示「我只會說英文及廣東話，這是我提供服務的語言」（I can only speak in English and Cantonese. These are my service language.），引發大量中國內地網民不滿，涉事空姐亦隨即關閉自己個人以及其經營的瑜伽課室社交網站賬號。香港網絡紅人林作就此事件譴責這位乘務員，認為「有知識的人其實根本不會如此對人」、「這和政治無關，這和愛國都無關，這是基本教育常識」，更糾正對方文法錯誤，指「these are my service language」應寫為「these are my service languages」。
25日，香港平機會主席朱敏健在香港商業電台節目上再次表態，表示即使涉事的員工最終有向乘客提供無差別服務，若工作期間令特定顧客感不適、被侮辱，或員工傾談之間凝造部分人物不受歡迎的環境，都有可能違反種族歧視條例下的種族騷擾或中傷條文，強調無心之失或説笑，只能成為減輕責任的理由，不能用來辯護。 
25日，香港民用航空事業職工總會主席李永富認為解僱三名員工比較嚴厲，認為航司「一又要做培訓，又要面對乘客不滿情緒，這樣（會）很難做」並建議國泰應該和員工加強溝通，並提供相關培訓，增加員工士氣。
25日，国泰航空在港上市股票（股票代码：00293）受风波影响，自23日呈持续下跌趋势，至25日午后，股价跌幅超过4%，市值蒸发超过460亿港元；其最大股东太古集团在港上市股票太古股份有限公司（股票代码：00019）自23日至25日，股价最大跌幅近6%。

### 國泰空中服務員工會信件和声明
24日，國泰空中服務員工會向會員，強調員工應該平等對待不同文化背景的同事及乘客，應盡力溝通及互相尊重。但指現時坊間流傳著眾多對員工的指控都是錯誤的，對空服員面對諸多「失實指控」及網上「謠言」感痛心，並重申如空中服務員在未經同意下被乘客拍攝及錄影，如遭拒絕刪除，可通知機長及機艙服務經理，公司政策表明對「不守規」乘客採取「零容忍」態度。 而在發信後，工會公開發表最新聲明，就機上發生「不愉快事件」導致三名空中服務員被解僱深表遺憾，促公司從源頭正視問題，重建合理工作環境以提升員工士氣，並形容「冰封三尺非一日之寒」。

#### 國泰客戶總監回應工會聲明
25日香港時間2點半，國泰服務董事吳潔文對其司忠誠顧客，代表國泰對他們的支持深表謝意；重申公司一直並將繼續與機艙服務員直接溝通，包括透過線上及面對面等多種途徑。公司會繼續聆聽他們的反饋，並積極回應。

#### 國泰行政總裁林紹波回應工会声明：反思和深刻審視公司文化
25日，回應國泰航空空中服務員工會聲明，國泰航空行政總裁林紹波向全體員工發出以英文撰寫的內部信件，解釋解僱三個涉嫌歧視乘客的員工，是保護公司及全體員工利益的必要舉措。他表示，「作為優質的服務品牌、以港為家的航空公司，（國泰航空）有責任展示好客精神、照顧所有乘客，令無論來自任何背景的顧客均感到備受尊重。」三名機艙服務員的歧視言論「對香港和國泰航空形象造成重大損害，公司必須迅速反應並採取行動」；又提醒員工有責任照顧所有不同背景的乘客，讓他們感到受到尊重和重視。而涉事機組人員說出不當言論，令其他一直堅持專業的同事受影響。他強調「坊間評論反映國泰（空服員）未能一致待客，換言之他們認為今次並非單一事件，公司必須虛心反思、深刻審視公司文化。林紹波指會「親自領導跨部門特別工作小組，推動相應改善工作。」

#### 國泰航空官方聲明：不同意该工会对此事的立場
25日下午，國泰航空發表官方聲明，鄭重澄清「空中服務員工會」爲一獨立工會，從來不代表國泰，公司不接受、不支持也不同意該工會對此事的立場。

#### 媒體對“空中乘务员工会”声明的评论
- 《央視網》發表评论認爲：[100]
  - 工会所谓“不实指控”和乘客“不守规矩”沒有依据，至少目前从已知信息中看不出来乘客的指控哪里“不实”。 这些说法容易给人一种转移焦点、强词夺理、混淆视听之感，颇有“把水搅浑”的架势。
  - 国泰空乘工会所谓的“零容忍”，歪得离谱。工会基本不提乘客利益被侵犯的事实，近乎偏执地为空乘说话，主观地把乘客认定为“加害者”，把空乘认定为“受害者”，是典型的“屁股坐歪”，价值观走偏。
  - 国泰空乘工会把重点放在“空乘如何捍卫自己权利”的层面，又是不让乘客拍摄和录像，又是向乘客提出删除有关内容。質問工会，乘客在权益被侵害时难道就没有“取证”的权利？
- 据《环球时报》报道，大量曾乘搭國泰航空的網民表示遇到国泰空乘对说普通话的乘客却爱理不理，只是大家没有录音佐证，投诉便不了了之。[15]
- 《中時新聞網》报道，乘客對本次乘客風波的博主錄音評論說：「如果只是一件事，我會覺得是個別人素質或者職業素養不行，但是幾次之後我只感到了國泰的不作為和縱容，感謝這次有博主錄音，第一次可以擺在檯面上，讓國泰正視這個問題。」[101]
- 《红星新闻》特约评论员認爲：“我们当然反对随意拍摄和录像，但如果乘客拍摄这些内容并非他用，而是为了保存证据，这同样也是乘客的正当权利。事实上，诸如此类举报，若没有乘客拍摄的视频，很可能会演变为一场难分难断的争执。可见，尊重乘客的正当拍摄，也是监督权的体现。” 并且質疑工会：在当事人有证据并且特首表达了“痛愤”情況下，“这个工会究竟是要闹哪样？” [102]

### 國泰内部信件泄露传闻
2023年5月25日，一封以英文书写的据称是24日由國泰航空客戶總監曼迪·吳（Mandy Ng，吴潔文）向所有員工发出的內部信件流入互联网。信件中指國泰航空无意开展獵巫调查，公司作为太古集團一员与英國联系紧密，她為公司文化感到驕傲、公司价值不會妥协，重申執飛大中華區航班不增設强制性普通話要求、公司不会特别優待普通話員工。其中提醒因中國大陸独特的媒體文化，接触內地旅客应保持谨慎態度。最後还表示為這段時間和空服員並肩作戰而感到高度榮譽。该信件被轉載到內地社交平台後，引起內地民眾不滿，認為國泰對內對外態度完全不一致，並宣布持續抵制。信件瘋傳約一個多小時後，國泰航空稱該信件為偽造，不屬實，並保留追究法律的權力。對此，大陸網民在其辟谣微博下的大部分评论认为该信件具有可信度，如果國泰航空認定其為偽造，應該報警處理而非發布貼文「澄清」；有人指称信內大部分為專業術語，因此非行內人士無法「偽造」；亦有人認為如果信件是偽造，國泰客戶主任應在其領英帳號澄清（但吴潔文其後將其社交網站賬號，包括領英和Instagram鎖定為私人閱覽，26日更刪除領英賬號），國泰澄清仅為保護自身利益，內地輿論並未被平息。

### 其他相關回應
- 5月28日，平機會主席朱敏健表示，未收到有關國泰航空空中服務員被指歧視乘客的正式投訴，認為現時未有足夠資料判斷是否會進行主動調查，平機會將繼續關注事件。[108]
- 5月29日，香港行政會議召集人葉劉淑儀在社交網站評論事件，指歧視行為絕不能接受，但同意部分內地網民反應（如攜帶隨身隱形攝錄裝置，故意挑釁空姐等非理性帖文等行為）過激。她亦希望部分港人在嘲笑內地人發音時，也自省自身英語水平。[109]

## 国泰航空处理措施

### 即時處理措施
- 涉事三位空服員被國泰航空即时解僱。[110]
- 國泰航空四度在內地社交平台道歉，行政總裁林紹波兩度以普通話親自道歉。[85][111]
- 國泰航空執飛內地的部分航班開始使用普通話、粵語、英語三語廣播（以往僅提供英語和粵語），即使官方使用語言（英文）無變，24日由成都飛香港的航班上，空服員都以普通話和內地乘客交談。亦有航班雖沒安排會讲普通話的空乘人員，但亦安排使用預錄廣播（雖然航班上部分有人工廣播）[78][112][113][114]
- 國泰航空宣布將會在其廣州基地增聘人手，亦會在深圳建立延伸總部並已招聘客戶服務員及IT人員，未來亦會在大灣區招聘見習飛行員以及空中服務員，務求為大灣區的旅客提供更好的服務。[115]

### 後續處理措施
2023年6月，行政總裁林紹波向員工發信，表示該航司將執行以下措施以提高服務質素：
- 每班來往內地的航班於8月起增設普通話機艙廣播。
- 機艙服務員的名牌將清晰顯示出可提供服務的語言。
- 7月起啟動在內地招聘機艙服務員（實際於8月25日正式在內地招聘機艙服務員[117]）。
- 鼓勵機組員學習額外亞洲語言，一旦取得認證將能額外獲得補貼。
- 機艙服務員將強制參與培訓，重新了解如何為所有顧客提供一致、貼心的服務。

2024年1月，国泰航空公司首批招募的内地机舱服务员开始上岗执勤。
2024年7月起，国泰航空计划通过北京外航服务公司（FASCO）招聘驻北京、上海基地的中国内地籍乘务员。

## 國泰航班的其他事件
此次國泰航空歧視非英語乘客風波爆發後，不少中国大陆、香港、澳门、台灣的网民，以及新加坡、马来西亚、澳大利亚等海外华人较多地区，包括日本、新西兰等国在内的外国人，众多網民纷纷在网络上分享自身遭受國泰航空空服員歧視的個人經歷，引起许多網絡反響。

### 歧視非英語的乘客
此外，儘管粤语是國泰航空内定的两种服务语言之一，但说粤语的乘客也曾傳出被歧視和粗鲁对待的事件。
- 据《环球时报》报道，在內地，大量曾乘搭國泰航空的網民分享自身經歷，表示遇到国泰空乘只对说英语的乘客礼貌周到，但对说普通话的乘客却爱理不理，只是大家没有录音佐证，投诉便不了了之[15]。
- 香港網絡紅人達哥早於10多年前已曾遭遇同類事件，指他的椅背娛樂系統出現故障，屢次以廣東話希望空中服務員協助，但反被對方以英文回答，對方以加長尾音的「It's just loading」，要求達哥等待；後來他再向另一名女性空中服務員求助，對方竟然惡言回答「It's just loooaaaading（特意加長尾音）」，令達哥當時極為憤怒，認為國泰歧視不講英文的香港人。[120]

### 刁難英语用词习惯不同的乘客
- 一位澳大利亚工作的華人乘客談一次从悉尼飞香港經過，空乘问她喝什么饮料，她用英语说道：“Sparkling water（气泡水）。”结果空乘竟非常傲慢地说：“没有。”乘客指了指推车里面的气泡水。却不想空乘居高临下：“那不叫sparkling water，叫soda water。”一脸要指教乘客英语错误的模样。乘客觉得很讽刺並回答道：“在澳大利亚、欧洲和北美，我们都管这玩意叫做sparkling water！”  該空乘按自己的有限的英語水平，認定為乘客英語不對，刁難乘客。[121]

### 歧視大陆护照的乘客
- 据九派新闻的报道，有乘客分享乘坐国泰航空从上海飞往伦敦（中轉香港）被歧視的事件，期间换乘时自己单独被拦下询问10分钟，质疑其侵犯到隐私，称要投诉空乘，对方表示“那你随意”。沈先生告诉媒體近200名乘客自己是最后一个登机的，一旁的泰国人均未被查相关证件，就是因为自己拿着红色的大陆护照，空乘看到后方上前询问诸多隐私问题，质疑国泰航空区别对待。[122]

### 商務艙功能表中的歧視
- 据《香港01》报道，乘坐2023年5月24日國泰航空CX634航班由檳城前往香港的網民斥責，國泰航空商務艙功能表「英文部份比中文部份多」，而菜單中的香檳、紅酒、白酒等選項更只有英文內容，認為「太令人氣憤與失望了，區區幾頁紙都能被你們玩出花來！」[123]

### 按乘客肤色的優待和歧視
有多家媒體報道 ，國泰航空在对待乘客的态度是“對國人冷漠”、“對白人熱情”、“對白人殷勤”。
- 多家日媒報導此事後，一些日本網友留言，表示國泰航空服務「差得驚人」，狠酸國泰航空「只要是白人，空服員就不會對他翻白眼」。有日本網民表示，自己搭過幾次國泰航空，在香港飛往歐洲的航班上，空服員很明顯地對白人「更加優待」。另一位網友則稱，因為朋友的英文發音不好，空服員的態度就非常冷淡，而自己因為在國外待過，一提出要求，空服員就立刻給了水，「就算英語不好，只要對方是白人，空服員就不會對他施以白眼」。[124]
- 一名生活在中国的外国网友说：“我带着中国籍妻子乘飞机，我们两人坐在一个过道的左右侧。当空乘走来时，他们明显区别对待我和我的妻子，他们对她一点也不客气，甚至粗鲁。这些人并不知道我的妻子一口流利的英语比他们还要标准，也不知我们是夫妻。过了一会儿，他们看到我们两人用英语交谈，立刻用刚刚对我的那种好态度来服务她，简直是天壤之别。”[121]
- 来自上海的伍先生在首次乘坐国泰航空后表示，他之前只是听说过国泰的空乘对非英语乘客存在歧视。他说, 实际上，从香港到上海的往返航程体验非常好。但是在28日从日本东京飞往中国香港的CX549航班上，他感到不愉快。他解释道, 「放行李時，空姐讓我把包upright（豎起來），我沒聽清就愣了一下，剛反應過來就被她白了一眼，然後她說讓她來做，很不耐煩說了2遍，同時示意我靠邊。」「本來也沒覺得怎樣，最多也就是態度不太好，但我後面的白人也一樣沒懂怎麼放包，同樣是這個空姐卻很殷勤地上前去幫忙，而且絕對是笑臉相迎，剩下一臉懵的我坐在座位回味。」 [101][125][121]

### 歧視普通话重於對白人殷勤的事件
但上述優待白人的案例也有例外，如果當有母語為英语的白人堅持使用普通话交流時，國泰乘务员不僅沒有熱情和殷勤，相反還被粗鲁對待。
- 《上海日報》新西蘭籍記者安柏然（Andy Boreham）在其社交網站分享指，在2019年乘坐國泰港龍航空由上海飛往香港的航班时没有说英语而是用了普通话，被乘务员粗鲁地用英语回答不会普通话。報道提到安柏然的疑惑，“他一个外国人说普通话，空乘怎麼就不理会了呢？”当时安柏然问道，“你不是刚刚和那些人讲普通话了吗？别那么粗鲁好吗？”空乘答道：“是，但我来自香港，我不说普通话。” 安柏然不解，只是再次用普通话请求零度可乐加冰块。空乘非常愤怒地掏出一个塑料杯子拍在他的小桌板上，倒了可乐就冷脸要走[125][121]。

### 其它
- 5月25日，內地藝人黃璐在微博發長文講述4月27日搭乘國泰航空（由香港國際機場飛往西安咸陽國際機場）的感受。在國泰航空的機場櫃台報到時，工作人員態度很不好，她一氣之下就忘了把錢包帶走，到了登機時聽到廣播才發現裝有重要證件的錢包不見了。不過機組人員說，可以回去拿但飛機就無法等她。因當天只有一班直航，若要取回錢包，那麼她就無法參與翌日的舞台劇排練，因此決定放棄錢包，上機跟空乘說明情況，希望他們可以聯繫地面再送過來。但是空服員的態度還是很冷漠，連她要的失物招領單也沒有給，在尋找職銜較高的空服員時，卻聽到：國泰空乘「用英語抱怨，一個台灣的男空乘說，每次他去大陸海關他們都很不爽他的護照。」而她問詢失物招領表格時，男空乘則讓其回到座位等候，之後一位空姐告知因為錢包已經找到，所以不再需要表格。落機後，黃璐得到西安機場工作人員回應：「钱包会让国泰航空的人过几天的飞机送过来，到时候机场会打电话给我。」但直到5月5日演出完離開西安都沒有消息，因此她托香港朋友問詢香港機場失物招領處，才知道國泰沒有任何交接，最終要朋友親自到機場領取。[126][127]

## 余波

### 非涉事空服受波及
此次事件引发连串风波，网民除纷纷分享经历和批评丑闻事件外，亦出现大量情绪发泄言论。有任职国泰的空姐在小红书分享工作生活点滴，却引来不少网民留言呼吁拒绝搭乘国泰航空和要求空姐辞职换公司，甚至出现人身攻击言论。